# Moresco
Moresco este o comună din provincia Fermo, regiunea Marche, Italia, cu o populație de 613 locuitori și o suprafață de 6,35 km².

## Demografie
Moresco - evoluția demografică

|  | Graficele sunt indisponibile din cauza unor probleme tehnice. Mai multe informații se găsesc la Phabricator și la wiki-ul MediaWiki. |

Date: Recensăminte sau birourile de statistică - grafică realizată de Wikipedia